# Atletika na Letních olympijských hrách 2024 – skok vysoký ženy
Skok vysoký žen na Letních olympijských hrách 2024 probíhal na začátku srpna 2024 jako 23. ročník této olympijské atletické disciplíny, která měla premiéru v Amsterdamu 1928. Třicet dva sportovkyň z 24 národních výprav soutěžilo na pařížských olympijských hrách ve výškařském sektoru Stade de France. Pořádajícími organizacemi byly Mezinárodní olympijský výbor se Světovou atletikou. Kvalifikace byla na programu 2. srpna 2024 a finále o dva dny později.

## Pozadí
Výškařky se na pařížskou olympiádu mohly kvalifikovat v období mezi 1. červencem 2023 a 30. červnem 2024. Pro závod bylo určeno 32 účastnických míst, s maximálně třemi výškařkami na jednu národní výpravu. Kvalifikačním limitem byla výška 1,97 m, případně si výškařky účast zajistily na základě světového žebříčku IAAF.

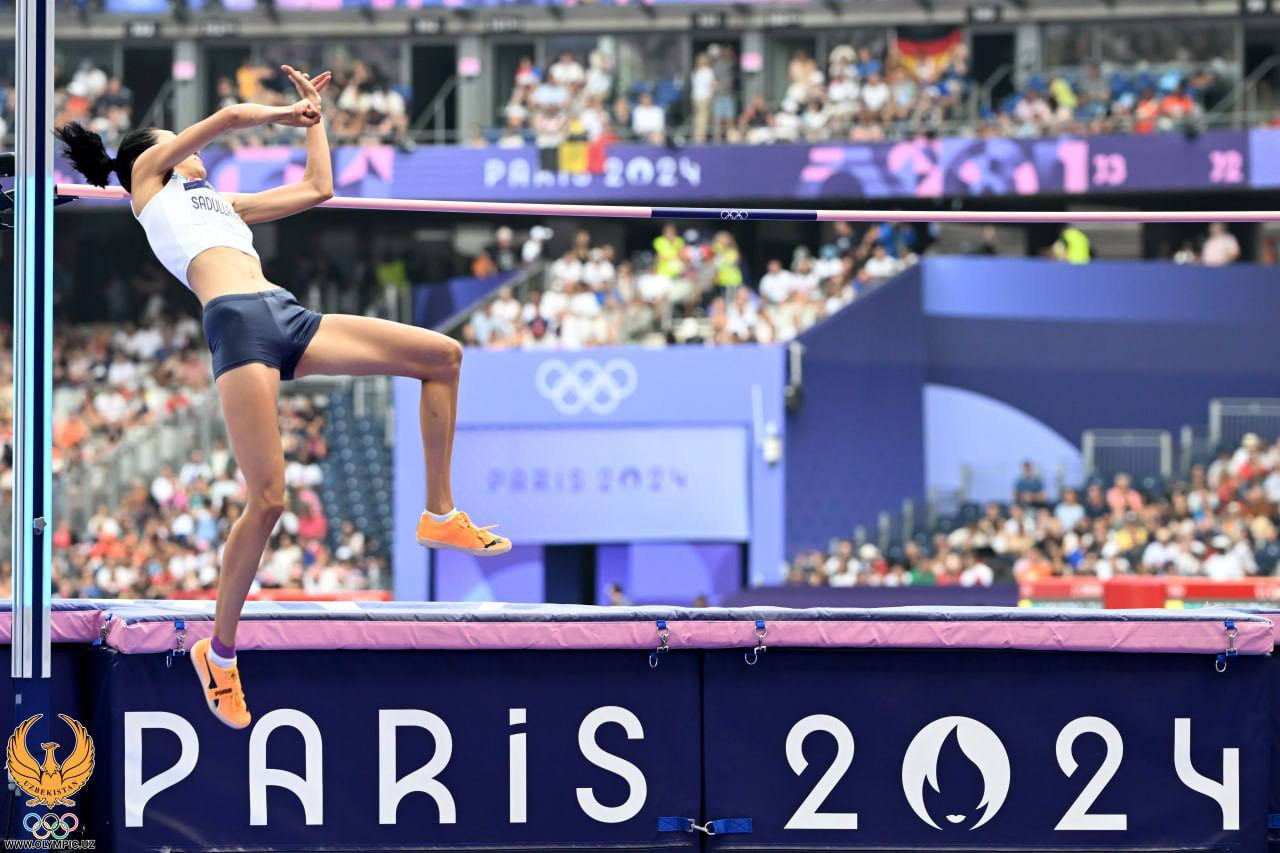
Uzbečka Safina Sadullajevová skončila na děleném sedmém místě

Lídryní sezónních tabulek 2024 byla Jaroslava Mahučichová, která v červenci 2024 na pařížském mítinku Diamantové ligy, konaném na Stade Sébastien-Charléty, vytvořila nový světový rekord hodnotou 2,10 m. Hranici 2 metrů v předchozí části sezóny skočily i Australanka Nicola Olyslagersová (2,03 m), Jamajčanka Lamara Distinová, Američanka Rachel Glennová a Ruska Natalja Spiridonovová (všechny 2,00 m), která nebyla na hry pozvána. Další ruskou výškařkou, jíž byla účast odepřena, se stala obhájkyně zlaté tokijské medaile Marija Lasickeneová. Kvůli ruské invazi na Ukrajinu z roku 2022 byla pozvána jen část ruských a běloruských sportovců, startujících pod hlavičkou Individuálních neutrálních sportovců. Naopak přítomná byla australská úřadující vicemistryně světa Eleanor Pattersonová, jejíž sezónní maximum činilo 1,95 m.

## Medailistky
Všechny tři medailistky z předchozího světového šampionátu 2023 si odvezly i olympijské medaile z Paříže.

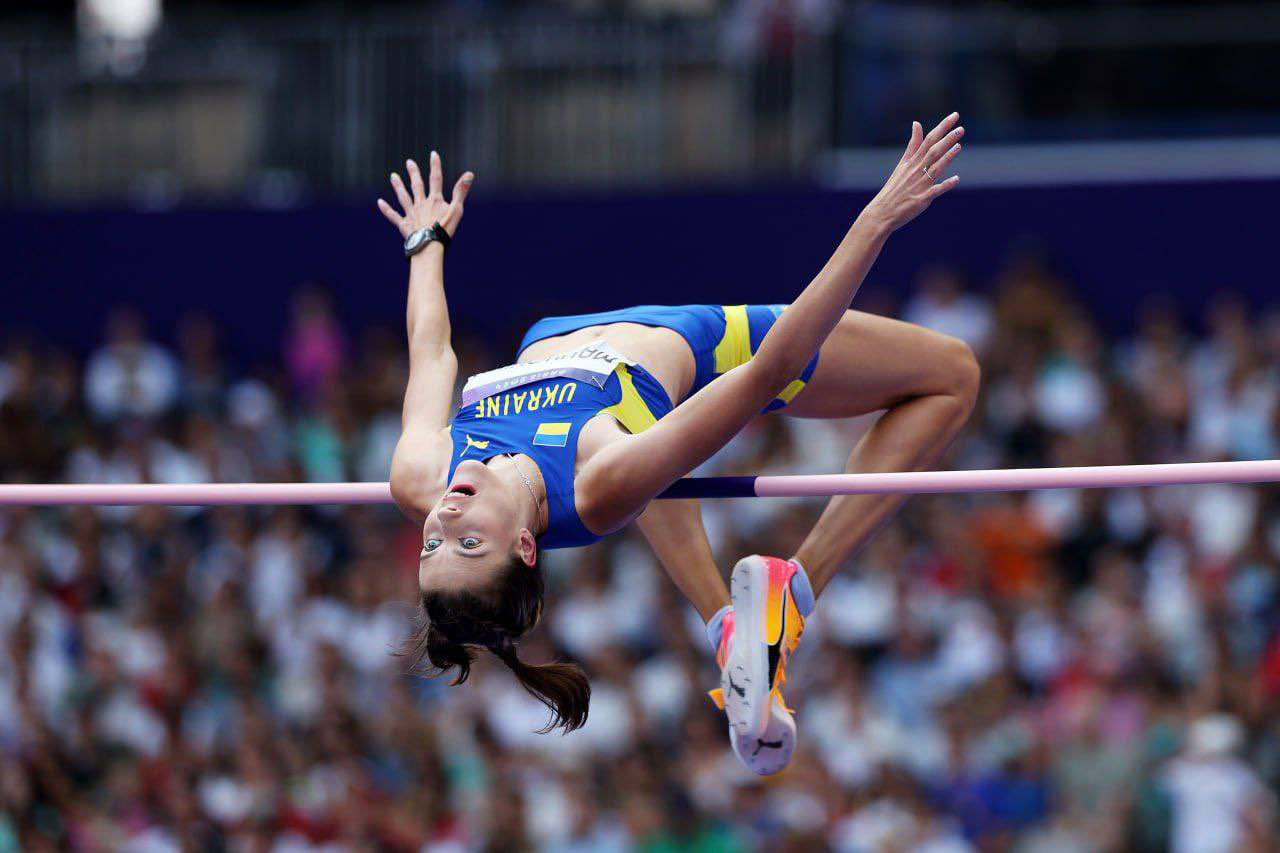
První výškařské zlato Ukrajině z olympiády zajistila Jaroslava Mahučichová

Olympijskou vítězkou se stala úřadující mistryně světa i Evropy, 22letá Jaroslava Mahučichová, která pro Ukrajinu vybojovala první výškařské zlato z olympijských závodů bez ohledu na pohlaví. Vylepšila tím třetí příčku z odložených tokijských her 2020. Formu potvrdila 7. července 2024 na pařížském mítinku Diamantové ligy, když výkonem 2,10 m o centimetr překonala 37 let starý světový rekord Bulharky Stefky Kostadinovové ze světového šampionátu 1987; jeden z nejstarších atletických rekordů. V pařížském olympijském finále měla čistý zápis až do výšky 2,00 m, kterou jako jediná překonala na první pokus. Poté dvakrát shodila 2,02 m, a při jistotě zlata pokazila i závěrečný pokus na výšce 2,04 m.
Stříbro si odvezla 27letá Australanka Nicola Olyslagersová, která obhájila druhé umístění z tokijských her. Shodný zápis s Mahučichovou, bez jediné opravy, držela do výšky 1,98 m. Laťku na stojanech ve výšce dvou metrů však přeskočila až napotřetí a následné 2,02 m nepřekonala.
Bronzové medaile si rozdělily Ukrajinka Iryna Heraščenková s australskou světovou šampionkou z roku 2022, Eleanor Pattersonovou. Obě předvedly shodný výkon, když bez opravy postupně zvládly tři výšky až do 1,95 m, čímž vyrovnaly své nejlepší sezónní výkony. Poté ale třikrát shodily laťku ve výšce 1,98 m. V Paříži získaly první olympijské kovy.
V ženské olympijské výšce získala Ukrajina čtvrtou a pátou medaili, Austrálie pak třetí a čtvrtou.

## Rekordy
| Rekord                    | výškařka                    | výška (m) | místo          | datum            |
| ------------------------- | --------------------------- | --------- | -------------- | ---------------- |
| Světový rekord            | Jaroslava Mahučichová (UKR) | 2,10      | Paříž, Francie | 7. července 2024 |
| Olympijský rekord         | Jelena Slesarenková (RUS)   | 2,06      | Athény, Řecko  | 28. srpna 2004   |
| Lídryně sezónních tabulek | Jaroslava Mahučichová (UKR) | 2,10      | Paříž, Francie | 7. července 2024 |

| Kontinent                 | výškařka                    | výška (m) |
| ------------------------- | --------------------------- | --------- |
| Afrika                    | Hestrie Cloeteová (JAR)     | 2,06      |
| Asie                      | Naděžda Dubovická (KAZ)     | 2,00      |
| Evropa                    | Jaroslava Mahučichová (UKR) | 2,10      |
| Severní a Střední Amerika | Chaunté Loweová (USA)       | 2,05      |
| Oceánie                   | Nicola Olyslagersová (AUS)  | 2,03      |
| Jižní Amerika             | Solange Witteveenová (ARG)  | 1,96      |

## Výsledky

### Kvalifikace
Kvalifikace se konala 2. srpna 2024 od 10.15 hodin místního času. K postupu do finále musely výškařky překonat kvalifikační limit 1,97 m, nebo se kvalifikovalo dvanáct výsledkově nejlepších závodnic (q).
| Pořadí | skupina | výškařka                 | země                   | 1,83 m | 1,88 m | 1,92 m | 1,95 m | 1,97 m | výška | poznámka          |
| ------ | ------- | ------------------------ | ---------------------- | ------ | ------ | ------ | ------ | ------ | ----- | ----------------- |
| 1.     | A       | Jaroslava Mahučichová    | Ukrajina               | –      | –      | o      | o      | r      | 1,95  | kvalifikována     |
| 1.     | B       | Nicola Olyslagersová     | Austrálie              | –      | o      | o      | o      | r      | 1,95  | kvalifikována     |
| 3.     | A       | Eleanor Pattersonová     | Austrálie              | –      | o      | xo     | o      | r      | 1,95  | kvalifikována =SB |
| 4.     | B       | Iryna Heraščenková       | Ukrajina               | o      | o      | xo     | xo     | r      | 1,95  | kvalifikována =SB |
| 5.     | B       | Safina Sadullajevová     | Uzbekistán             | o      | o      | o      | xxo    | r      | 1,95  | kvalifikována =SB |
| 6.     | A       | Christina Honselová      | Německo                | o      | xo     | xo     | xxo    | r      | 1,95  | kvalifikována =SB |
| 7.     | A       | Jelena Kuličenková       | Kypr                   | o      | xo     | o      | xxx    |        | 1,92  | kvalifikována     |
| 8.     | B       | Tatiana Gusinová         | Řecko                  | o      | o      | xo     | xxx    |        | 1,92  | kvalifikována     |
| 8.     | B       | Nawal Menikerová         | Francie                | o      | o      | xo     | xxx    |        | 1,92  | kvalifikována     |
| 8.     | B       | Buse Savaşkanová         | Turecko                | o      | o      | xo     | xxx    |        | 1,92  | kvalifikována =PB |
| 11.    | A       | Valdiléia Martinsová     | Brazílie               | o      | xo     | xo     | xxr    |        | 1,92  | kvalifikována =NR |
| 12.    | B       | Vashti Cunninghamová     | Spojené státy americké | o      | xxo    | xxo    | xxx    |        | 1,92  | kvalifikována     |
| 12.    | A       | Angelina Topićová        | Srbsko                 | –      | xxo    | xxo    | xxx    |        | 1,92  | kvalifikována     |
| 14.    | B       | Imke Onnenová            | Německo                | xo     | xxo    | xxo    | xxx    |        | 1,92  |                   |
| 15.    | A       | Rachel Glennová          | Spojené státy americké | o      | o      | xxx    |        |        | 1,88  |                   |
| 15.    | A       | Michaela Hrubá           | Česko                  | o      | o      | xxx    |        |        | 1,88  |                   |
| 15.    | A       | Morgan Lakeová           | Velká Británie         | o      | o      | xxx    |        |        | 1,88  |                   |
| 15.    | B       | Airinė Palšytė           | Litva                  | o      | o      | xxx    |        |        | 1,88  |                   |
| 19.    | B       | Temitope Adeshinová      | Nigérie                | o      | xo     | xxx    |        |        | 1,88  |                   |
| 19.    | A       | Mirela Demirevová        | Bulharsko              | o      | xo     | xxx    |        |        | 1,88  |                   |
| 19.    | A       | Solène Gicquelová        | Francie                | o      | xo     | xxx    |        |        | 1,88  |                   |
| 19.    | A       | Jelizaveta Matvejevová   | Kazachstán             | o      | xo     | xxx    |        |        | 1,88  |                   |
| 19.    | A       | Daniela Stanciuová       | Rumunsko               | o      | xo     | xxx    |        |        | 1,88  | SB                |
| 24.    | B       | Lamara Distinová         | Jamajka                | xo     | xo     | xxxx   |        |        | 1,88  |                   |
| 25     | A       | Rose Amoanimaa Yeboahová | Ghana                  | xo     | xxo    | xxx    |        |        | 1,88  |                   |
| 26.    | B       | Elisabeth Pihelová       | Estonsko               | o      | xxx    |        |        |        | 1,83  |                   |
| 26.    | B       | Lia Apostolovská         | Slovinsko              | o      | xxx    |        |        |        | 1,83  |                   |
| 28.    | B       | Naděžda Dubovická        | Kazachstán             | xo     | xxx    |        |        |        | 1,83  |                   |
| 28.    | B       | Ella Junnilaová          | Finsko                 | xo     | xxx    |        |        |        | 1,83  |                   |
| 28.    | A       | Maria Żodziková          | Polsko                 | xo     | xxx    |        |        |        | 1,83  |                   |
| —      | A       | Panagiota Dosiová        | Řecko                  | xxx    |        |        |        |        | NM    |                   |
| —      | B       | Julija Levčenková        | Ukrajina               | xxx    |        |        |        |        | NM    |                   |

### Finále
Finále proběhlo 4. srpna 2024 od 19.55 hodin místního času.
| Pořadí                      | výškařka              | země                   | 1,86 m | 1,91 m | 1,95 m | 1,98 m | 2,00 m | 2,02m | 2,04m | výška | poznámka |
| --------------------------- | --------------------- | ---------------------- | ------ | ------ | ------ | ------ | ------ | ----- | ----- | ----- | -------- |
| Zlatá olympijská medaile    | Jaroslava Mahučichová | Ukrajina               | —      | o      | o      | o      | o      | xx-   | x     | 2,00  |          |
| Stříbrná olympijská medaile | Nicola Olyslagersová  | Austrálie              | —      | o      | o      | o      | xxo    | xxx   |       | 2,00  |          |
| Bronzová olympijská medaile | Iryna Heraščenková    | Ukrajina               | o      | o      | o      | xxx    |        |       |       | 1,95  | =SB      |
| Bronzová olympijská medaile | Eleanor Pattersonová  | Austrálie              | o      | o      | o      | xxx    |        |       |       | 1,95  | =SB      |
| 5.                          | Vashti Cunninghamová  | Spojené státy americké | o      | xo     | o      | xxx    |        |       |       | 1,95  |          |
| 6.                          | Christina Honselová   | Německo                | xo     | o      | xo     | xxx    |        |       |       | 1,95  | =SB      |
| 7.                          | Jelena Kuličenková    | Kypr                   | o      | xo     | xxo    | xxx    |        |       |       | 1,95  |          |
| 7.                          | Safina Sadullajevová  | Uzbekistán             | o      | xo     | xxo    | xxx    |        |       |       | 1,95  | =SB      |
| 9.                          | Tatiana Gusinová      | Řecko                  | o      | xxx    |        |        |        |       |       | 1,86  |          |
| 10.                         | Buse Savaşkanová      | Turecko                | xo     | xxx    |        |        |        |       |       | 1,86  |          |
| 11.                         | Nawal Menikerová      | Francie                | xxo    | xxx    |        |        |        |       |       | 1,86  |          |
| —                           | Valdiléia Martinsová  | Brazílie               | r      |        |        |        |        |       |       |       | NM       |
| —                           | Angelina Topićová     | Srbsko                 |        |        |        |        |        |       |       |       | DNS      |